# Shizō Kanakuri
Shizō Kanakuri (金栗 四三, Kanakuri Shizō), né à Nagomi le 20 août 1891 et mort à Tamana le 13 novembre 1983, est un athlète japonais spécialiste du marathon. Il participe aux Jeux olympiques de 1912, 1920 et 1924.

## Biographie
En 1912, il participe à ses premiers Jeux olympiques à Stockholm où il court le marathon. La course s'effectue sous une chaleur torride, plus de 30 °C, ce qui entraîne l'abandon de trente-deux coureurs ; Kanakuri est lui aussi très éprouvé. Aux alentours du 30e kilomètre, sur le point d'abandonner, il remarque une maison dont l'un des habitants boit un jus de fruit. Kanakuri lui demande à boire et, voyant sa fatigue, les habitants de la maison lui prêtent généreusement un lit. Kanakuri, qui a dormi jusqu'au lendemain, éprouve une grande honte et retourne discrètement dans l'empire du Japon alors que les officiels de la course se demandent encore où il est. Ce n'est que 50 ans plus tard qu'un journal suédois rencontrera Kanakuri et révèlera la vérité.
Entre-temps, il aura participé aux Jeux Olympiques d’Anvers en 1920 et à ceux de Paris en 1924.
En 1967, âgé de 76 ans, il revient au stade olympique de Stockholm, où il termine son marathon commencé en 1912. Il détient depuis le record du monde du marathon le plus lent avec un temps de 54 ans, 8 mois, 6 jours, 8 heures, 32 minutes, 20 secondes et 3 dixièmes,.